# Blade Ridge
Blade Ridge är en bergstopp i Antarktis. Den ligger i Västantarktis. Argentina, Chile och Storbritannien gör anspråk på området. Toppen på Blade Ridge är 575 meter över havet.
Terrängen runt Blade Ridge är huvudsakligen kuperad, men åt nordost är den platt. En vik av havet är nära Blade Ridge åt nordost. Trakten är glest befolkad. Närmaste befolkade plats är Esperanza Base, 4,5 kilometer öster om Blade Ridge.